# Noël Coward
Sir Noël Pierce Coward (Teddington, 16 de Dezembro de 1899 – Port Maria, 26 de Março de 1973) foi um dramaturgo, ator e compositor britânico.
Ganhou um Óscar especial em 1942 pela sua contribuição para o esforço de guerra com o filme In which we serve. Foi feito cavaleiro do reino pela rainha Isabel II (no Brasil, Elizabeth II) em 1970.
Por ser um homossexual influente, Noël Coward foi incluído no "Livro Negro", lista preparada pelos nazistas que incluía pessoas que deveriam ser presas e assassinadas após a conquista do Reino Unido.

## Carreira

### Filmes
Como actor, Noël Coward entrou, entre outros, nos seguintes filmes:
- 1935: The Scoundrel (br.: O Enérgumeno), seu primeiro papel no cinema, exceto por uma ponta em 1918
- 1942: In Which We Serve (br.: Nosso Barco, Nossa Alma) que co-realizou com David Lean
- 1950: The Astonished Heart (pt.: Veneno de Amor), baseado numa peça sua
- 1956: Around the World in 80 Days (br., pt.: A Volta ao Mundo em 80 Dias)
- 1959: Our Man in Havana
- 1964: Paris - When It Sizzles (br.: Quando Paris Alucina)
- 1965: Bunny Lake Is Missing (pt.: Desapareceu Bunny Lake)
- 1969: The Italian Job (br.: Um Golpe à Italiana)

### Teatro

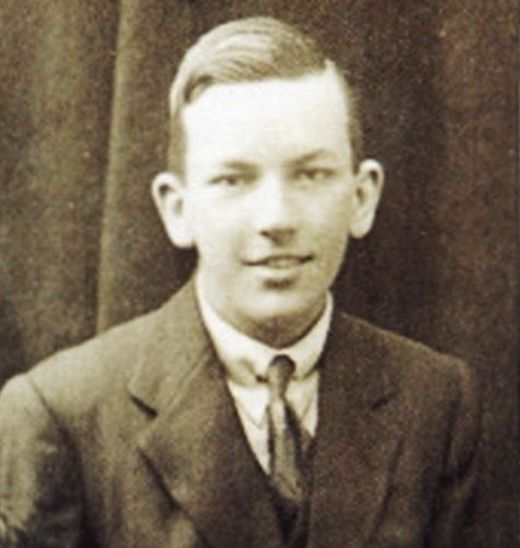
Coward em sua juventude

Noël Coward é autor de várias peças de teatro, incluindo:
- 1924 The Vortex
- 1925 Fallen Angels e Hay Fever
- 1930 Private Lives
- 1936 Tonight at 8:30, uma colecção de nove peças de um acto que inclui Still Life, a base do filme Brief Encounter de David Lean
- 1933 Design for Living, em que foi baseado o filme de Ernst Lubitsch
- 1939 Present Laughter
- 1941 Blithe Spirit, em que foi baseado o filme de David Lean
- 1950 Relative Values
- 1956 Nude with a Violin e South Sea Bubble
- 1965 Suite in Three Keys, três peças cuja acção se passa no mesmo quarto de hotel.

### Ficção
- 1939 To Step Aside (contos)
- 1951 Star Quality (contos)
- 1960 Pomp and Circumstance
- 1964 Pretty Polly Barlow (contos)
- 1967 Bon Voyage (contos)

## Música
Teatro de revista, musicais, opereta